# ネオボール
ネオボール（英: NEOBALL）は、 東芝ライテック株式会社が製造販売していた電球型蛍光ランプ及びその商標である。日本国、欧州、東南アジア、北米及び中国で販売された。
東芝ライテック株式会社は、1980年に「世界初」の電球と同じ形状となる「ネオボール」を、1984年に国内初のインバータ（高周波点灯電子回路）採用となる「電子ネオボール」を、1998年に「業界初」となる白熱電球とほぼ同じ形状とし且つ「世界最小」となる「ネオボールZ」を、2004年に「業界初」となる白熱電球と「同じサイズ」にまで小形化した「ネオボールZジャストサイズ」を、2005年に「業界初」となる白熱電球と形状並びに光り方が一致する「ネオボールZリアル」を発売した。いずれも日本国の国立科学博物館産業技術史資料データーベースに登録されている。また、一連の技術開発に対して第4回電気技術顕彰でんきの礎を受彰している。OEMも行い、一部製品が日立ライティング株式会社の「ナイスボールV」、三菱電機オスラム株式会社の「スパイラルピカ」、三洋電機販売株式会社の「フレッシュボールS」及びNECライティング株式会社の「HGボール」として販売された。
2015年3月末をもって、LED電球のラインアップが揃ったことを理由に生産を終了した。

## 日本
| 品名                 | 発売年 | 発光色 | 外径(mm) | 全長(mm) | 消費電力(W) | 全光束(lm) | 下方光度(cd) | 定格寿命(h) | 重量(g) | 出典          |
| -------------------- | ------ | ------ | -------- | -------- | ----------- | ---------- | ------------ | ----------- | ------- | ------------- |
| 白熱電球G形60W       |        | 電球色 | 95       | 126      | 60          | 725        | 56           | 2,000       | 50      | [ 7 ] [ 28 ]  |
| ネオボール           | 1980   | 白色   | 110      | 145      | 20          | 550        |              | 6,000       | 420     | [ 11 ]        |
| ネオボールデラックス | 1980   | 電球色 | 110      | 145      | 20          | 580        | 57           | 6,000       | 420     | [ 8 ]         |
| ネオボール17         | 1981   | 電球色 | 110      | 145      | 17          | 620        | 62           | 6,000       | 420     | [ 7 ] [ 29 ]  |
| 電子ネオボール       | 1984   | 電球色 | 110      | 145      | 17          | 830        | 88           | 6,000       | 220     | [ 30 ]        |
| ネオボールG17        | 1984   | 電球色 | 110      | 145      | 17          | 700        | 70           | 6,000       | 450     | [ 30 ]        |
| ネオボールQ          | 1991   | 電球色 | 95       |          |             |            |              |             |         | [ 31 ]        |
| ネオボール5          | 1994   | 電球色 | 95       | 130      | 15          | 810        |              |             | 150     | [ 32 ]        |
| ネオボールZ          | 1998   | 電球色 | 95       | 127      | 14          | 810        |              | 6,000       | 125     | [ 33 ] [ 34 ] |
| ネオボールZ          | 2000   | 電球色 | 95       | 127      | 12          | 810        |              | 6,000       | 127     | [ 35 ]        |
| ネオボールZ          | 2005   | 電球色 | 95       | 127      | 13          | 810        |              | 6,000       | 124     | [ 36 ]        |
| ネオボールZリアル    | 2012   | 電球色 | 95       | 127      | 11          | 730        |              | 10,000      | 130     | [ 37 ]        |

ネオボール
1980年（昭和55年）7月に、「ネオボール」（BFLG100V20W-A）を発売した。ランプ初特性は、白熱電球G形60Wタイプが外径95mm、全長126mm、消費電力60W、直下照度56lx、質量50g及び定格寿命2,000時間のところ、外径110mm、全長145mm、消費電力20W、直下照度54lx、質量420g及び定格寿命6,000時間だった。管径17.5mmのガラス管を用い、ガラス加工技術を駆使して湾曲・蛇行させた鞍形状の発光管と、小形・軽量化された専用チョークコイル安定器を具備し、形状を白熱電球G形に酷似させた。しかし、光束（明るさ）は白熱電球G形60Wの725lmに対し550lmと及ばず、重量は白熱電球の4倍となる420gだった。財団法人省エネルギーセンターの省エネルギー優秀作品賞を受賞した。
1980年末（昭和55年末）に、明るさを10％向上させた電球色（色温度2,800K）の「ネオボールデラックス」（BFLG100V20WW-DL(A)）を発売した。ランプ初特性は、全光束580lm及び下方光度57cdだった。
1981年（昭和56年）に、メロウルック（色温度5,000K）の「ネオボールクリアー」（BFLG100V20C･EX(A)）を発売した。ランプ初特性は、全光束630lm及び下方光度62cdだった。
1981年（昭和56年）に、消費電力を17Wに減じつつ明るさを白熱電球G形60Wと同等に改善させた「ネオボール17」白色（BFLG100V17W(A)）を発売した。「ネオボール17」白色（BFLG100V17W(A)）のランプ初特性は、白熱電球G形60Wが消費電力60Wで下方光度56cdのところ、消費電力17Wで下方光度62cdとなった。
1981年（昭和56年）に、希土類三波長蛍光体を採用するなどし、消費電力を17Wに減じつつ明るさを白熱電球G形60Wと同等以上に改善させた「ネオボール17」電球色（BFLG100V17WW-DL(A)）及び「ネオボール17」クリアー（BFLG100V17C･EX/C(A)）を発売した。「ネオボール17」電球色（BFLG100V17WW-DL(A)）のランプ初特性は、白熱電球G形60Wが消費電力60Wで下方光度56cd、従来品の「ネオボールデラックス」（BFLG100V20WW-DL(A)）が消費電力20Wで下方光度57cdのところ、消費電力17Wで下方光度62cdとなった。また、装飾照明用のカラーネオボールも発売した。赤色、緑色及び青色の３色があった。
1982年（昭和57年）に、「ネオボールL21」電球色（BFLT100V21WW-DL(A)）、「ネオボールS13」電球色（BFLT100V13WW-DL(A)）及び「ネオボールBS13」電球色（FGL100V13WW-DL）を発売した。「ネオボールL21」電球色（BFLT100V21WW-DL(A)）は、高照度化への要望に応えるため、消費電力を21Wに高めることで、白熱電球G形60Wの1.2倍の明るさを実現した。ランプ初特性は、白熱電球G形60Wが外径95mm、全長126mm、消費電力60W、全光束725lm、下方光度56cd及び定格寿命2,000時間のところ、外径110mm、全長180mm、消費電力21W、全光束900lm、下方光度63cd及び定格寿命6,000時間だった。「ネオボールS13」電球色（BFLT100V13WW-DL(A)）は、消費電力を13Wとすることで小型化しつつ、白熱電球G形40Wと同等の明るさを実現した。ランプ初特性は、外径80mm、全長160mm、消費電力13W、全光束400lm、下方光度27cd及び定格寿命6,000時間だった。「ネオボールBS13」電球色（FGL100V13WW-DL）は、安定器を内蔵しないことで、安価且つ重量を「ネオボール17」（BFLG100V17W(A)）の三分の一とした。ランプ初特性は、外径110mm、全長140mm、消費電力17W、全光束600lm、下方光度56cd及び定格寿命6,000時間だった。
1983年（昭和58年）に、白熱電球G形40Wと同等以上の明るさを三分の一の消費電力で実現した「ネオボール13」電球色（BFLG100V13WW-DL(A)）及び同メロウルック（BFLG100V13･EX/C(A)）を発売した。
1984年（昭和59年）に、アマルガム封入発光管を用いるなどの改良した「ネオボールG17」を発売した。ランプ初特性は電球色（BFG100V17W･EX-L(A)）で、従来品である「ネオボール17」電球色（BFLG100V17WW-DL(A)）の消費電力17W、全光束620lm、下方光度62cd、重量420gから、消費電力17W、全光束700lm、下方光度70cd、重量450gとなった。
1984年（昭和59年）に、アマルガム封入発光管を用いた発光管露出形（グローブレス形）の「ネオボールN17」を発売した。ランプ初特性は電球色（BFN100V17W･EX-L(A)）で、外径80mm、全長150mm、消費電力17W、全光束730lm、下方光度49cd、重量420g及び定格寿命6,000時間だった。
1985年（昭和60年）に、発光管を従来の鞍形からさらに屈曲させた新形状（P形）にするなどして、明るさを従来品（BFG100V17W･EX-L(A)）から7％向上させた「ネオボールT17」電球色（BFT17L(A)）及び同メロウルック（BFT17EX(A)）を発売した。ランプ初特性は、従来品「ネオボールG17」電球色（BFG100V17W･EX-L(A)）が、外径110mm、全長145mm、消費電力17W、全光束700lm、重量450gのところ、「ネオボールT17」電球色（BFT17L(A)）は、外径80mm、全長164mm、消費電力17W、全光束810lm、重量480gとなった。
1986年（昭和61年）に、「ネオボール」養鶏用を発売した。白熱電球30Wの明るさを9Wで実現、埃や水滴が入りにくい防滴構造、変色しないガラスのグローブ、扱いやすい筒型とし、定格寿命を8,000時間に長寿命化した。ランプ初特性は、外径80mm、全長164mm、消費電力9W、全光束320lm、重量450gだった。
1988年（昭和63年）に「ネオボール80」を発売した。「電子ネオボール100」のインバータ（高周波点灯電子回路）安定器を、一般鉄心形安定器に換装したもので、消費電力21Wで、白熱電球G形80W相当の明るさを実現した。
電子ネオボール
1984年（昭和59年）に、インバータ（高周波点灯電子回路）安定器を採用した「電子ネオボール17」電球色（BFG100V17W-L）、同メロウルック（BFG100V17W-N/C）及び「電子ネオボール21」電球色を発売した。インバータ（高周波点灯電子回路）安定器は一石電圧共振形で、大幅な高効率化及び軽量化を実現したが、高価で小型化には貢献できなかった。ランプ初特性は「電子ネオボール17」電球色（BFG100V17W･EX-L）で、従来品（BFLG100V17WW-DL(A)）の消費電力17W、全光束620lm、下方光度62cd、重量420gから、消費電力17W、全光束830lm、下方光度83cd、重量220gとなった。
1987年（昭和62年）10月に、「電子ネオボール100」電球色（EFD27 EX-L）、同メロウルック（EFD27 EX-N）及び同メロウルックD（EFD27 EX-D）を発売した。コンパクト形蛍光ランプ「ユーライン2」に採用されたU字に曲げ、それを2本繋ぎ合わせた蛍光管を転用し、白熱電球100W級の明るさを得た。「電子ネオボール100」電球色（EFD27 EX-L）のランプ初特性は、外径65mm、全長185mm、消費電力27W、全光束1,550lm、下方光度80cd、定格寿命6,000時間、重量200gだった。
1989年（平成元年）に、「電子ネオボール100」を全面改良し発売した。電球色（EFD27EX-L-S）、メロウルック（EFD27EX-N-S）、メロウルックD（EFD27EX-D-S）の3種。
1993年（平成5年）に、「電子ネオボール100」を全面改良し発売した。管径12.5ｍｍの発光管とハーフブリッジ形インバータ（高周波点灯電子回路）安定器の採用により、従来品に比べ15％の省電力化と35％の軽量化を達成した。電球色（EFD23EX-L）のランプ初特性は、外径59mm、消費電力23W、全光束1,550lm、重量130gだった。1993年度グッドデザイン賞の日本産業デザイン振興会会長賞（地球にやさしいデザイン）を受賞した。
ネオボールQ（クイック）
1991年（平成3年）に、従来品から10％小型化した「ネオボールQ（クイック）」を発売した。T形は、外径72mm、全長160mm、質量430gで、1991年度グッドデザイン賞を受賞した。
ネオボール5
1994年（平成6年）に、小型で廉価なハーフブリッジ形インバータ（高周波点灯電子回路）安定器と小型発光管を採用することで、大幅な小型化と高効率化を図った「ネオボール5」を発売した。T形（EFT15）は、白熱電球応用器具への適合率を従来品の18％から40％以上に高めた。
1995年（平成7年）に、G形100WタイプのEFG23及びD形60WタイプのEFD15を発売した。EFG23は、1本の発光管を5回折り曲げた「ファイブU」を採用した。EFD15は、1995年度グッドデザイン賞を受賞した。
1996年（平成8年）に、D形100WタイプのEFD23を発売した。管径12.5ｍｍのU字管を3本繋いだ「トリプルU」発光管を開発するなどし、外径55mm、全長160mm、定格寿命8,000時間を実現した。1996年度グッドデザイン賞を受賞した。
EFT25及びEFG23が1996年度グッドデザイン賞を受賞した。
1997年（平成9年）に、密閉形器具に対応するEFD13を発売した。1997年度グッドデザイン賞を受賞した。
ネオボールZ
1998年（平成10年）に「業界初」となる白熱電球とほぼ同じ形状とし且つ「世界最小」となる「ネオボールZ」を、2004年（平成16年）に「業界初」となる白熱電球と「同じサイズ」にまで小形化した「ネオボールZジャストサイズ」を、2005年（平成17年）に「業界初」となる白熱電球と形状並びに光り方が一致する「ネオボールZリアル」を発売した。

## 脚註

### 註釈
1. 1 2  東芝グループの蛍光灯製造販売事業は、社名変更やグループ再編などにより1984年（昭和59年）3月31日までは東京芝浦電気株式会社
が、翌4月1日からは株式会社東芝が、1989年（平成元年）2月1日からは東芝ライテック株式会社が担っている[1][2]。
2. ↑  「ネオボール」は、東芝ライテック株式会社の登録商標である[3][4]。
3. 1 2 3 4 5 6 7 8 9 10 11 12 13 14 15  対応する電源周波数によって製品の末尾に、50HzはA、60HzはBが付記される[8]。
4. ↑  白熱電球や電球形蛍光灯の形状及び寸法は日本産業規格（JIS C 7620-2やJIS C 7710など）で定められてい、電球形蛍光灯の形状にはA形（一般電球形状）やG形（ボール電球形状）などがある[42][43]。
5. ↑  メロウルックDの色温度は6,700Kである[59]。